# 서울 청룡사 신중도
서울 청룡사 신중도(서울 靑龍寺 神衆圖)는 서울특별시 종로구 숭인동에 있는 조선시대의 불화이다. 2005년 12월 29일 서울특별시의 유형문화재 제206호로 지정되었다.

## 개요
청룡사 신중도는 금어 금곡당 영환(金魚 金谷堂 永煥)을 비롯하여 응륜(應崙), 응훈 (應訓)이 조성하였으며, 1902년에 청룡사 가사도를 그린 명응 윤감(明應 允鑑)이 시주로 참여하기도 하였다. 상단에는 범천과 위태천, 하단에는 위태천을 중심으로 묘사하는 형식은 신중도 형식 중 가장 애용되었던 것으로 현존하는 신중도 가운데 가장 많은 수를 차지하고 있는데, 청룡사 신중도에서 보듯이 뒤에 배경으로 병풍을 두르고 범천과 제석천이 직사각형에 가까운 신광을 두른 도상은 특히 19세기 후반 서울, 경기 지역의 신중도에 나타나는 특징 가운데 하나로, 봉은사 신중도(1844년), 사자암 신중도(1880년)에서도 볼 수 있다. 19세기 후반 서울지역 불화의 도상 및 양식적 특징을 잘 보여주는 작품이다.

## 참고 문헌
- 청룡사 신중도 - 국가유산청 국가유산포털